# Lista rezervațiilor naturale din județul Harghita
Lista rezervațiilor naturale din județul Harghita cuprinde ariile protejate de interes național (rezervații naturale), aflate pe teritoriul administrativ al județului Harghita, declarate prin Legea Nr. 5 din 6 martie 2000 (privind aprobarea Planului de amenajare al teritoriului național - Secțiunea a III-a - arii protejate)

## Lista ariilor protejate
| Denumirea ariei protejate                        | Cod       | Localizare        | Categorie IUCN | Tip                    | Suprafață (ha) | Observații (foto)                       |
| ------------------------------------------------ | --------- | ----------------- | -------------- | ---------------------- | -------------- | --------------------------------------- |
| Avenul Licaș                                     | RONPA0481 | Lacu Roșu         | III            | geologic               | 5              | monument al naturii                     |
| Cheile Bicazului și Lacul Roșu                   | RONPA0499 | Gheorgheni        | IV             | mixt                   | 2.126,53       | Cheile Bicazului                        |
| Cascada de apă termală Toplița                   | RONPA0508 | Toplița           | IV             | peisagistic            | 0,50           |                                         |
| Cheile Vârghișului                               | RONPA0502 | Merești           | IV             | mixt                   | 800            | Cheile Vârghişului                      |
| Dealul Firtuș                                    | RONPA0505 | Corund            | IV             | forestier și floristic | 40             |                                         |
| Dealul Melcului (Firtuș)                         | RONPA0478 | Corund            | IV             | geologic               | 8              |                                         |
| Lacul Dracului                                   | RONPA0510 | Cârța             | IV             | botanic                | 20             |                                         |
| Lacul Rat                                        | RONPA0477 | Porumbeni         | IV             | floristic și faunistic | 10             |                                         |
| Lacul Sfânta Ana                                 | RONPA0503 | Lăzărești         | IV             | mixt                   | 240            | Lacul Sfânta Ana                        |
| Masivul Hășmașu Mare - Piatra Singuratică        | RONPA0500 | Sândominic        | IV             | mixt                   | 800            | Masivul Hăşmaşu Mare Piatra Singuratică |
| Mlaștina Büdös - Sântimbru                       | RONPA0492 | Sântimbru         | IV             | floristic și faunistic | 3              |                                         |
| Mlaștina După Luncă                              | RONPA0483 | Voșlăbeni         | IV             | floristic și faunistic | 40             |                                         |
| Mlaștina cea Mare                                | RONPA0488 | Remetea           | IV             | floristic și faunistic | 4              |                                         |
| Mlaștina Csemő - Vrabia                          | RONPA0509 | Vrabia            | IV             | floristic              | 5              |                                         |
| Mlaștina Dumbrava Harghitei                      | RONPA0494 | Lueta             | IV             | floristic și faunistic | 2              |                                         |
| Mlaștina Borsároș - Sâncrăieni                   | RONPA0495 | Sâncrăieni        | IV             | floristic și faunistic | 1              |                                         |
| Mlaștina Valea de Mijloc                         | RONPA0489 | Tușnadu Nou       | IV             | floristic și faunistic | 4              |                                         |
| Mlaștina Nyirkert                                | RONPA0507 | Tușnadu Nou       | IV             | floristic și faunistic | 4              |                                         |
| Mlaștina Beneș                                   | RONPA0490 | Vrabia            | IV             | floristic și faunistic | 4              |                                         |
| Mlaștina Nádaș                                   | RONPA0493 | Tușnadu Nou       | IV             | floristic și faunistic | 4              |                                         |
| Muntele de sare Praid                            | RONPA0475 | Praid             | III            | geologic               | 60             | monument al naturii                     |
| Pârâul Dobreanului                               | RONPA0491 | Bilbor            | IV             | mixt                   | 4              |                                         |
| Poiana narciselor de la Vlăhița                  | RONPA0485 | Vlăhița           | IV             | floristic              | 20             |                                         |
| Pietrele Roșii                                   | RONPA0487 | Tulgheș           | IV             | floristic și geologic  | 14             |                                         |
| Piatra Șoimilor                                  | RONPA0501 | Băile Tușnad      | IV             | geologic               | 1              |                                         |
| Piemontul Nyíres de la Borzont                   | RONPA0486 | Joseni            | IV             | botanic                | 20             |                                         |
| Popasul păsărilor de la Sânpaul                  | RONPA0506 | Mărtiniș          | IV             | ornitologic            | 10             |                                         |
| Peștera Șugău                                    | RONPA0480 | Suseni            | III            | speologic              | 17             | monument al naturii                     |
| Rezervația botanică Borsec                       | RONPA0498 | Borsec            | IV             | botanic                | 2              |                                         |
| Rezervația geologică de la Sâncrăieni            | RONPA0476 | Sâncrăieni        | III            | geologic               | 10             | monument al naturii                     |
| Rezervația Lacul Iezer din Călimani              | RONPA0497 | Toplița           | IV             | mixt                   | 322            |                                         |
| Scaunul Rotund                                   | RONPA0496 | Borsec            | IV             | floristic și geologic  | 40             |                                         |
| Tinovul Luci                                     | RONPA0482 | Sâncrăieni        | IV             | forestier și floristic | 273            |                                         |
| Tinovul „Kicsi Romlásmezö” de la Plăieșii de Jos | RONPA0484 | Plăieșii de Jos   | IV             | forestier și floristic | 15             |                                         |
| Tinovul Mohoș                                    | RONPA0504 | Lăzărești         | IV             | floristic și faunistic | 240            |                                         |
| Vulcanii noroioși de la Filiaș                   | RONPA0479 | Cristuru Secuiesc | III            | floristic și geologic  | 1              | monument al naturii                     |